# سیارک ۴۲۳۳
سیارک ۴۲۳۳ (به انگلیسی: 4233 Palʹchikov، نامگذاری:1977RO7) چهار هزار و دویست و سی و سومین سیارک کشف شده‌است که در ۱۱ سپتامبر ۱۹۷۷ کشف شد.
قدر مطلق سیارک برابر ۱۳٫۸۰ است.